# Nyctereutes procyonoides
El perro mapache, tanuki o mapache japonés (Nyctereutes procyonoides) es una especie de mamífero carnívoro de la familia de los cánidos, de aspecto similar al mapache, originaria de Japón, Corea y China oriental.

## Distribución
Son originarios de China y Japón. Sin embargo, desde la década de los cuarenta, y a causa de su piel, ha sido introducido en el Cáucaso, Ucrania y Bielorrusia, de modo que hoy en día forma parte de la fauna permanente de las regiones occidentales de la ex Unión Soviética, desde las que se ha extendido a la península escandinava, Rumania, Polonia, la República Checa, Alemania, Suiza y Francia.

### Especie invasora
Debido a su potencial colonizador y constituir una amenaza grave para las especies autóctonas, los hábitats o los ecosistemas, esta especie ha sido incluida en el Catálogo Español de Especies Exóticas Invasoras, regulado por el Real Decreto 630/2013, de 2 de agosto, estando prohibida en España su introducción en el medio natural, posesión, transporte, tráfico y comercio.

## Historia natural
Es la especie de cánido más arcaica que existe actualmente, habiendo sobrevivido gracias a su fortaleza, el carácter retraído y lo remoto de su zona de origen.[cita requerida]
En Eurasia, su expansión continúa por zonas húmedas de clima templado a frío, donde se naturalizaron ejemplares al escaparse de granjas de peletería, sobre todo de Polonia, Checoslovaquia y Rusia. Con hábitos similares a los del tejón y el zorro, su presencia representa un peligro para la fauna autóctona de los lugares donde se ha naturalizado, pues destruye pequeños mamíferos, aves, anfibios, reptiles, peces, moluscos e invertebrados.[cita requerida] Se alimenta también de carroña, basura y sustancias vegetales como setas, frutos o raíces.[cita requerida]
En Asia habita parajes pantanosos y poco arbolados y zonas fluviales cubiertas con árboles caducifolios.[cita requerida]
Su modo de vida en las regiones donde recientemente se ha naturalizado no es aún muy conocido. Suelen ser animales gregarios que viven en grupos pequeños, pero también pueden ser individuos solitarios.[cita requerida] Vive preferentemente en los bosques húmedos, entre la vegetación y los cañaverales y es activo en el crepúsculo y durante la noche. Excava él mismo su madriguera o bien ocupa la de otros mamíferos. En invierno su actividad desciende de forma notable, siendo el único cánido que hiberna pero sin descenso de la temperatura corporal. Este animal es confundido a menudo con el mapache debido a su apariencia semejante producto de la evolución convergente.

## Subespecies

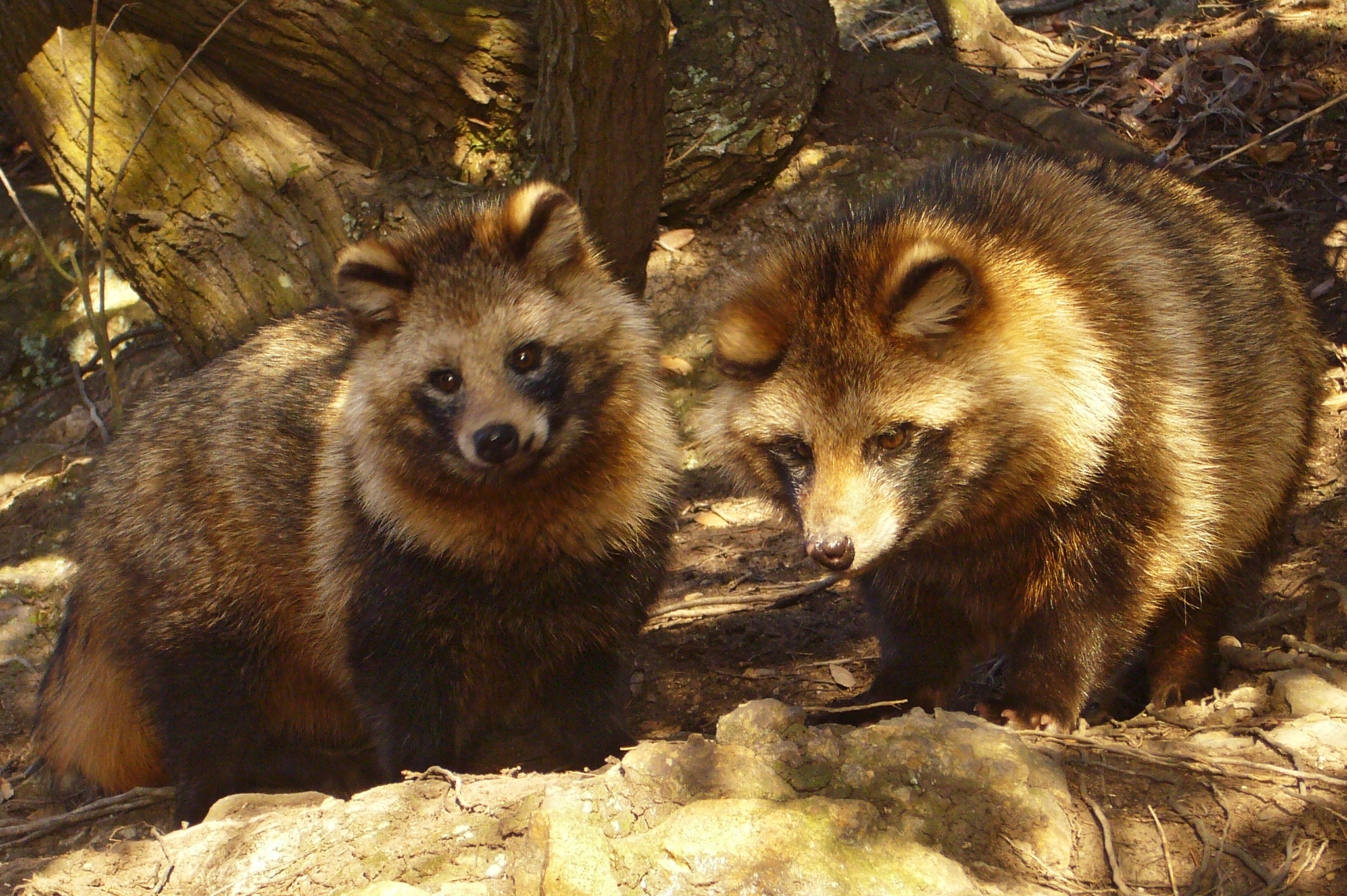
Perros mapache en Fukuyama, prefectura de Hiroshima, Japón.

Se reconocen cinco subespecies de Nyctereutes procyonoides:
- Nyctereutes procyonoides procyonoides
- Nyctereutes procyonoides koreensis
- Nyctereutes procyonoides orestes
- Nyctereutes procyonoides ussuriensis
- Nyctereutes procyonoides viverrinus

## Características culturales

### Nombre japonés
Si bien los tanukis son prominentes en el folclore y refranes japoneses, no siempre fueron diferenciados de otros animales. En dialectos locales, tanuki y mujina pueden referirse tanto a perros mapaches como a tejones. Un animal conocido como tanuki en una región puede llamarse mujina en otra. En el dialecto moderno estándar de Tokio, tanuki se refiere a perros mapaches y anaguma a los tejones.
Originalmente, el carácter chino para tanuki se usaba para referirse a otros mamíferos de tamaño mediano, particularmente gatos salvajes. Puesto que estos viven solo en determinadas regiones de Japón (por ejemplo, Iriomote, Okinawa), se cree que las letras empezaron a usarse para referirse en cambio a los tanukis alrededor de la era feudal japonesa. Este cambio en significado, junto con la rareza del perro mapache fuera de Japón, puede haber contribuido a la confusión acerca de la traducción adecuada de la palabra tanuki a otros idiomas.[cita requerida]
En japonés coloquial, tanuki gao (狸顔?) ("cara de tanuki") puede referirse a un rostro que asemeja el del animal, o a una expresión facial de ignorancia fingida.

### Folclore
El legendario yōkai inspirado en este animal tiene fama de ser pícaro y travieso, un maestro para disfrazarse y cambiar de forma, pero algo ingenuo y distraído. Estatuas de tanukis pueden hallarse fuera de muchos templos y restaurantes japoneses, particularmente restaurantes de fideos. Estas estatuas suelen llevar grandes caparazones de tortuga por sombreros y cargan botellas de sake en una mano y una letra de cambio o un bolso vacío en la otra. Las estatuas de tanukis siempre tienen grandes estómagos. También es usual que tengan testículos cómicamente grandes, generalmente colgando hasta el suelo, aunque este rasgo es omitido ocasionalmente en la escultura contemporánea.
Se cree que la imagen cómica del tanuki se desarrolló durante la era Kamakura. El tanuki silvestre real tiene testículos desproporcionadamente grandes, un rasgo que ha inspirado la exageración humorosa en los trabajos artísticos. Los tanuki pueden ser mostrados con los testículos colgados a la espalda como mochilas, o usándolos como tambores. Puesto que también se les representa típicamente con grandes estómagos, es común mostrarlos tocando sus vientres como tambores, en vez de sus testículos, sobre todo en el arte contemporáneo.

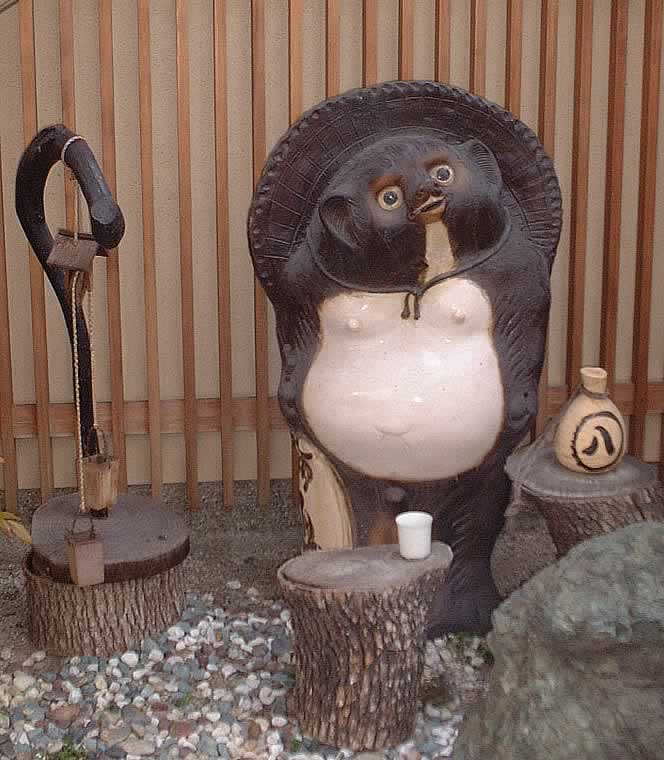
Cerámica de un tanuki.

Durante los periodos Kamakura y Muromachi, algunas historias empezaron a incluir tanukis más siniestros. En el cuento otogizōshi de Kachi-kachi Yama aparece un tanuki que mata a palos a una anciana y la sirve al esposo ignorante como “sopa de anciana”, un giro irónico derivado de la receta típica conocida como “sopa de tanuki”. Otras historias describen a los tanukis como miembros inofensivos y productivos de la sociedad. Muchos templos en Japón guardan historias de antiguos sacerdotes que eran tanukis disfrazados. En ocasiones, se considera que los tanukis que pueden cambiar de forma son un tipo de tsukumogami (付喪神?), una transformación de las almas de bienes caseros que han sido usados por 100 años o más.
Un cuento popular conocido como Bunbuku Chagama trata de un tanuki que engañó a un monje transformándose en una tetera. Otro trata de un tanuki que engañó a un cazador disfrazando sus brazos como ramas, hasta que abrió los dos brazos a la vez y cayó del árbol. Se dice de los tanuki que estafan a los comerciantes con hojas que disfrazan mágicamente como billetes. Algunas historias describen a los tanukis usando hojas como parte de la magia por la que cambian de forma.
El tanuki tiene ocho rasgos especiales que traen buena fortuna, posiblemente creados para que coincidieran con el símbolo hachi (八?) ("ocho"), que se encuentra con frecuencia en las botellas de sake que sostienen las estatuas. Los ocho rasgos son: un sombrero para protegerlos rápidamente de los problemas o el mal tiempo; ojos grandes para percibir el ambiente y ayudarles a tomar decisiones; una botella de sake que representa virtud; una cola larga que brinda seguridad y fuerza hasta que se alcanza el éxito; testículos enormes que simbolizan la suerte económica; una letra de cambio que representa la confianza; un estómago grande que simboliza las decisiones audaces y meditadas; y una sonrisa amistosa.
Una canción típica en las escuelas japonesas (que fue adaptada para la película del Studio Ghibli PomPoko) hace referencia explícita a la anatomía del tanuki:

Tan Tan Tanuki no kintama wa,
Kaze mo nai no ni,
Bura bura

Traducida burdamente, la canción dice: Testículos de Tan-tan-tanuki, ni siquiera hay viento pero se mecen-mecen.
Continúa por varios versos, con muchas variaciones dependiendo de la región. Se canta con la melodía de un himno bautista llamado Shall We Gather at the River.
En metalurgia, las pieles de tanuki solían usarse para refinar el oro. Como resultado, los tanuki empezaron a ser asociados con los metales preciosos y la metalurgia. Pequeñas estatuas de tanuki se vendían como decoración para las entradas y como amuletos de buena suerte para atraer la prosperidad. Por esta misma razón se dice que los tanuquis tienen grandes kintama (金玉?), literalmente “bolas de oro”, que en japonés casual significa testículos.